# Arvid Ribbing (1827–1908)
Peder Arvid Ribbing, född den 9 september 1827 på Ulvsnäs  i Öggestorps socken, Jönköpings län, död den 10 april 1908 på Boo gård i Boo församling, Stockholms län, var en svensk militär. Han var far till Bengt Ribbing.

## Biografi
Ribbing blev kadett vid Krigsakademien på Karlberg 1843 och utexaminerades därifrån 1847. Han blev underlöjtnant vid Smålands husarregemente sistnämnda år, löjtnant där 1856, ryttmästare 1866, major 1880 samt överstelöjtnant och förste major 1881. Ribbing beviljades avsked med tillstånd att kvarstå i regementets reserv 1885 och avsked ur reserven 1892. Han var ordförande i Svenska mosskulturföreningen och vice ordförande i Jönköpings läns hushållningssällskap 1877–1899. Ribbing ägde Riddersberg sedan 1861 och Lidhult sedan 1872, båda i Rogberga socken. Han invaldes som ledamot av Lantbruksakademien 1899. Ribbing blev riddare av Svärdsorden 1871 samt kommendör av andra klassen av Vasaorden 1892 och kommendör av första klassen av sistnämnda orden 1899. Han erhöll Jönköpings läns hushållningssällskaps guldmedalj 1894. Ribbing vilar i en familjegrav på Rogberga kyrkogård.